# Solo (迷你專輯)
《SOLO》是韓國人氣男子組合SS501主唱許永生於2012年5月22日推出的第二張個人迷你專輯。2012年5月11日韓國yes24線上商店開始預購，5月18日凌晨0時公開預告MV，5月22日凌晨0時線上公開音源和完整MV及5月23日實體發售，6月1日從KBS－音樂銀行中演出正式展開一連串的宣傳行程。6月17日於SBS－人氣歌謠演出後結束宣傳。
本作另於2012年8月17日發行台壓雙版本（SOLO台灣獨占限定A盤 CD+台灣獨占限定贈品、SOLO台灣獨占影音限定B盤CD+DVD）。

## 專輯製作

### 錄製與音樂
- 許永生作為聯合製作人在專輯的整體企劃、概念、構成等方面全部參與了製作，同時連歌詞錄音等細節的工作也沒有忽略，並親自作詞等[3]。
- 主打歌曲《Crying》是由SS501“Love like this ”、“Love Ya”和首張個人迷你專輯中“Out the Club”、“Rainy Heart”等歌曲的作曲家STEVEN LEE親自作曲，許永生親自參與作詞的作品，兩人相輔相成使得專輯的完成度更高。此首為中板節奏，以流行的RnB形式將RnB節奏與URBAN旋律相融合的歌曲，歌詞以分手後的男人希望戀人再次回來的內容展開[4]。音樂影像導演：문성주（Moon Sang Joo）。
- 另外收錄的《Intimidated》是由名作曲家Drew Ryan Scott、Steven Lee、凱蒂佩芮、凱莉克萊森、小甜甜布蘭妮等多位國際歌手御用吉他手/作曲家Brent Paschke還有SHINee的" Amigo " ，SS501的 "Love Like This" 等替許多的亞洲偶像組合的音樂作曲且為組合"Varsity Fanclub"主唱，活躍在英國和美國的Drew Ryan Scott碰撞誕生的歌曲。以強烈的電吉他節奏和抒情旋律的流行搖滾曲風巧妙的融入了永生的歌聲。
- 《Maria(眼淚之樹)》是首為了給廣大等待已久的粉絲獻上只有許永生才能消化的Powerful抒情歌曲，以distortion吉他、輕快的drum rock組合與前不同的情感旋律和抒情的鋼琴旋律相互融合的歌曲。
- 許永生第一次嘗試主要以舞曲風格的曲目《Hello Mello》擺脫小調沉重的元素們，是首能在舞台上與觀眾愉快的融合在一起，此外亦是首能呈現永生歌聲的歌曲。

## 曲目
| 曲序 | 曲目                        |                | 作曲                                     | 编曲               | 时长 |
| ---- | --------------------------- | -------------- | ---------------------------------------- | ------------------ | ---- |
| 1.   | Intimidated                 | 김태완         | Gabe Lopez, Brent Pascke, Jimmy Richards | 태완 A.K.A C-Luv   | 3:00 |
| 2.   | Crying                      | 김태완、許永生 | STEVEN LEE                               | STEVEN LEE         | 4:09 |
| 3.   | Maria[눈물나무]（眼淚之樹） | 하원           | Steven Lee                               | 박세현, Steven Lee | 5:21 |
| 4.   | Hello Mello [Only Love]     | Steven Lee     | Steven Lee                               | Steven Lee         | 4:06 |
| 5.   | Crying（演奏版本）          |                | Steven Lee                               | Steven Lee         | 4:07 |

## 成績
| 專輯 | 最高排名        | 最高排名     | 最高排名 | 最高排名 | 最高排名   | 最高排名 | 最高排名 | 最高排名 | 最高排名 | 最高排名 |
| 專輯 | Gaon            | Gaon         | Gaon     | Gaon     | Hanteo     | Hanteo   | Hanteo   | 五大唱片 | G-MUSIC  | G-MUSIC  |
| 專輯 | 數位音源週榜    | 數位音源週榜 | 週排行榜 | 月排行榜 | 即時排行榜 | 周排行榜 | 月排行榜 | 日韓榜   | 東洋榜   | 綜合榜   |
| 專輯 | 綜合            | 國內         | 週排行榜 | 月排行榜 | 即時排行榜 | 周排行榜 | 月排行榜 | 日韓榜   | 東洋榜   | 綜合榜   |
| ---- | --------------- | ------------ | -------- | -------- | ---------- | -------- | -------- | -------- | -------- | -------- |
| SOLO | 39（6,691,719） | 38           | 4        | 11       | 1          | 4        | 18       | 5        | 5        | 20       |

- 數位音源榜指的是韓國soribada、ollehmusic、melon、bugs音源網之線上連續播放 + 下載 +BGM + 手機鈴聲銷售量總和所得結果於Gaon公佈

### 銷售量及認證

#### 韓版
| 排行榜 (SOLO) | 5月實體銷售 | 2012上半年實體銷售 |
| ------------- | ----------- | ------------------ |
| Hanteo        | 4370+       | -                  |
| Gaon          | 16,701+     | 18,473+            |

#### 台壓
| 排行榜 (SOLO) | 東洋榜    | 日韓榜    | 綜合榜    | 備註                         |
| ------------- | --------- | --------- | --------- | ---------------------------- |
| 五大唱片      | 佔比2.76% | -         | -         | 2012年8月17日〜2012年8月23日 |
| G-MUSIC       | -         | 佔比3.91% | 佔比0.46% | 2012年8月17日〜2012年8月23日 |

## 發行歷史
| 韓國盤 |                      | 2012年5月22日 | LOEN ENTERTAINMENT | CD     | super jewelry box、明信片、2款海報 |
| 韓國盤 | 日本                 | 2012年5月30日 | LOEN ENTERTAINMENT | CD     | |
| SOLO台灣獨占限定A盤 CD+台灣獨占限定贈品 | 臺灣 · 香港 · 新加坡 | 2012年8月17日 | 華納音樂           | CD     | 與B盤完全不同封面及16P寫真內頁，精美紙殼包裝，內附中文歌詞翻譯頁。 許永生A4 PVC巨星多用途檔案夾尺寸 : 29cm X 21cm                                             |
| SOLO台灣獨占影音限定B盤CD+DVD | 臺灣 · 香港 · 新加坡 | 2012年8月17日 | 華納音樂           | CD+DVD | DVD收錄： 「CRYING」中文字幕MV “SOLO”韓國原版TEASER 許永生「親自錄製給台灣歌迷的獨家影像」 與A盤完全不同封面及16P寫真內頁，橫式紙殼包裝，內附中文歌詞翻譯頁。 |
| 華納獨家獻禮【許金金買三送三限時限量贈獎活動】(限臺灣地區) - 凡購買許永生+金亨俊+金奎鐘三人專輯任一版本（版本不可重複），在活動期間內將三人專輯內附贈獎卡寄回，即可免費獲得許永生+金亨俊+金奎鐘個人巨星海報各一張 個人巨星海報 尺寸: 42CM X 30CM / 材質: 紙 / 活動期間 : 2012/8/17-8/31止 / 贈品寄送日期 : 9/17當周寄送 |                      |               |                    |        | |

## 活動紀錄

### 販賣紀念簽名會
| 日期          | 時間     | 地點                   |
| 2012年6月2日  | 17:30 pm | synnara日山店          |
| 2012年6月6日  | 14:00 pm | 仁川 sound wave        |
| 2012年6月6日  | 19:30 pm | 永登浦 timesquare      |
| 2012年6月9日  | 19:30 pm | 光化門 hottracks       |
| 2012年6月10日 | 18:00 pm | synnara 龍山電子LAND店 |

### 新聞事件
- 2012年6月10日韓國Startoday新聞報導，指出後輩組合《NU VANE》中的成員張孝元在8日下午的MBC TV'show! 音樂中心'結束之後，在自己的推特上發表了“許永生像乞丐似的”文字。引起許永生的歌迷們對其進行了非難，隨後該名成員又寫下了“好恐怖，要註銷推特才行…嗯，假的啦。這些都是什麼呀”這樣的文字，態度更為惡劣。 《NU VANE》的隊長金斗衡也說出“哎（表不滿）那些歌迷真是好可怕啊，呵呵呵，說了句話就在推特爆發了”這樣的話，使歌迷們更加生氣。結果張孝元在10日凌晨“對於談及在同一公演場的某個歌手時，好像是有缺乏尊重的問題。在此對歌手和歌迷道歉。”低頭認錯。非難的文字也被刪除，此事告一段落[13]。
- 在張孝元發表完道歉申明後，許永生的經紀人即是SS501時期的經紀人許亨鎮於其Twitter上 https://twitter.com/hyeongjin2（页面存档备份，存于）發布以下文字：

在這個世界上，喜歡也好不喜歡也好，雖然有發表個人意見的自由，但是在那自由背後，我想要讓88年的弟弟們知道，是應該有責任的。 80年生的哥以哥的姿態和你談談，互相尊重才是做人的原則，而不是Diss（意指對對方不敬）！ ！ ！我是不會做那種事的喔，呵呵。
- 2012年12月5日平面媒體報導中國一位以原創音樂成名的年輕女歌手-本兮在該年11月推出的全新EP《現在開始》被指其編曲與本作主打歌曲《Crying》相似度極高，並且本作演唱者的粉絲們隨即向該曲製作團隊投訴[14]。而該曲的作曲人Steven Lee在獲悉此事後，也在個人推特上表示：Now on, we shouldn't put Inst ver :(

## 外部連結
- 許永生個人韓國官方網站
- （日語）許永生個人日本官方網站
- Crying 官方M/V（页面存档备份，存于）
- BILLBOARD K-POP HOT100 69位
- （繁體中文）許永生《SOLO》給台灣歌迷獨家畫面搶先曝光1/2（页面存档备份，存于）
- （繁體中文）許永生《SOLO》給台灣歌迷獨家畫面搶先曝光2/2（页面存档备份，存于）

Template:B2M Entertainment